# Курбанов, Юлдаш Рахимович
Юлдаш Рахимович Курбанов — советский хозяйственный и политический деятель.

## Биография
Родился в 1929 году в Турткуле. Член КПСС с 1953 года.
Окончил Ташкентский сельскохозяйственный институт.
В 1953—1961 гг. — преподаватель, заведующий отделом, заместитель директора по научной работе Узбекского института животноводства
В 1961—1962 гг. — министр сельского хозяйства Каракалпакской АССР.
В 1962—1965 гг. — директор Каракалпакского научно-исследовательского института земледелия.
В 1965—1970 гг. — 1-й секретарь Турткульского районного комитета КП Узбекистана.
В 1970—1981 гг. — секретарь ЦК КП Узбекистана.
Избирался депутатом Верховного Совета Узбекской ССР 7-10-го созывов. Делегат XXIV и XXV съездов КПСС.
Умер в 1981 году в Ташкенте.
Именем Юлдаша Курбанова названы улица в Ташкенте и средняя общеобразовательная школа в Турткуле.

## Награды
- Орден Ленина (дважды)
- Орден Октябрьской Революции
- Орден Трудового Красного Знамени (дважды)